# Адемайт, Хорст
Хорст Адемайт (нем. Horst Ademeit; 8 февраля 1912 — 7 августа 1944) — немецкий ас Люфтваффе во Второй мировой войне, награждённый Рыцарским крестом с Дубовыми Листьями.

## Ранние годы
Хорст Адемайт закончил Кёнигсбергский университет (Альбертина). После его окончания он поступил на службу в Люфтваффе, где начал учиться летать. Затем Хорст прошёл подготовку боевого пилота истребителя.

## Вторая мировая война
Весной 1940 года унтер-офицер Адемайт был зачислен в ряды JG 54, где, летая в составе 3-й Группы, принял участие во Французской кампании и Битве за Британию. Одержал свою первую победу 18 сентября 1940, но был сбит над Ла-Маншем, воспользовался парашютом и был спасен из воды. 4 октября сбил разведывательный «Спитфайр»
В июне 1941 года во время вторжения немецкой армии в Советский Союз, Адемайт воевал в составе I./JG 54. Число воздушных побед и наград Хорста быстро росло. Свою 10-ю победу одержал 24 сентября 1941 года, когда сбил И-15. Уже 11 января 1943 года на его счёт пошла 33-я и 34-я победы. 7 марта Адемайт был назначен на должность командира эскадрилии в 6./JG 54, а 16 апреля получил Рыцарский крест. Свою 100-ю победу немецкий ас одержал 15 января 1944 года, когда сбил три Ла-5 и Пе-2 и через три дня (18 января) стал командующим 1-й Группой JG 54.
После своей 120-й победы Адемайт был награждён Рыцарским крестом с Дубовыми Листьями (№ 414). В начале августа 1944 года, Хорст был назначен на должность командира JG 54.

## Гибель
7 августа 1944 года Адемайт погиб (пропал без вести) на FW-190 А-5 (заводской номер 5960) во время атаки группы штурмовиков Ил-2 близ Даугавпилса. Считается, что он был сбит огнём с земли и совершил вынужденную посадку, при которой погиб.
На этот момент на счету гауптмана Хорста Адемайта было 166 воздушных побед (2 — в Битве за Британию, 164 — на Восточном фронте), одержанных более чем в 600 боевых вылетах. Посмертно был повышен до звания майора.

## Награды
- Почётный кубок люфтваффе (8 декабря 1941 года)[1]
- Немецкий крест в золоте (25 февраля 1942 года) — лейтенант, пилот 1./JG 54[2]
- Железный крест 2-го класса (7 сентября 1940)
- Железный крест 1-го класса (5 сентября 1941)
- Рыцарский крест с Дубовыми Листьями
  - Рыцарский крест (16 апреля 1943 года) — лейтенант, пилот I./JG 54[3][4]
  - Дубовые Листья (№ 414) (2 марта 1944 года) — гауптман, командир I./JG 54[3][5]